# Феррейра, Витор
Витор Машаду Феррейра (порт. Vítor Machado Ferreira; родился 13 февраля 2000, Санту-Тирсу), более известный как Витинья (порт. Vitinha) — португальский футболист, полузащитник клуба «Пари Сен-Жермен» и сборной Португалии. Участник чемпионата мира 2022 и чемпионата Европы 2024, победитель Лиги Наций 2025.

## Клубная карьера
Уроженец Санту-Тирсу, Витор начал свою футбольную карьеру в академии клуба «Повуа-ди-Ланьозу». В 2011 году стал игроком футбольной академии «Порту».
11 августа 2019 года дебютировал в составе резервной команды «Порту» в матче португальской Сегунды против «Спортинга» из Ковильяна.
14 января 2020 года дебютировал в основном составе «Порту» в четвертьфинальном матче Кубка Португалии против «Варзина», выйдя на замену Луису Диасу. 28 января 2020 года дебютировал в португальской Примейре в матче против «Жил Висенте».
9 сентября 2020 года отправился в аренду в английский клуб «Вулверхэмптон Уондерерс» до окончания сезона 2020/21 с возможностью выкупа по окончании срока аренды.
30 июня 2022 года подписал пятилетний контракт с французским клубом «Пари Сен-Жермен», который заплатил за его переход 40 млн евро.

## Карьера в сборной
В 2018 году играл за сборные Португалии до 17 и до 18 лет. В июле 2019 года принял участие в чемпионате Европы для игроков до 19 лет, который прошёл в Армении. Был капитаном сборной Португалии до 19 лет, которая заняла второе место, проиграв в финале испанцам.
В 2019 году в составе сборной Португалии до 21 года принял участие в матчах отборочного этапа к молодёжному чемпионату Европы.

## Достижения

### Командные
«Порту»
- Чемпион Португалии (2): 2019/20, 2021/22
- Обладатель Кубка Португалии: 2019/20
- Победитель Юношеской лиги УЕФА: 2018/19[10]

«Пари Сен-Жермен»
- Чемпион Франции (3): 2022/23, 2023/24, 2024/25
- Обладатель Кубка Франции (2): 2023/24, 2024/25
- Обладатель Суперкубка Франции (3): 2022, 2023, 2024
- Победитель Лиги чемпионов УЕФА: 2024/25
- Обладатель Суперкубка УЕФА: 2025

Сборная Португалии
- Победитель Лиги наций УЕФА: 2024/25

### Личные
- Вошëл в символическую сборную Лиги чемпионов УЕФА: 2024/25[11]